# Vogelschutzgebiet Fiener Bruch

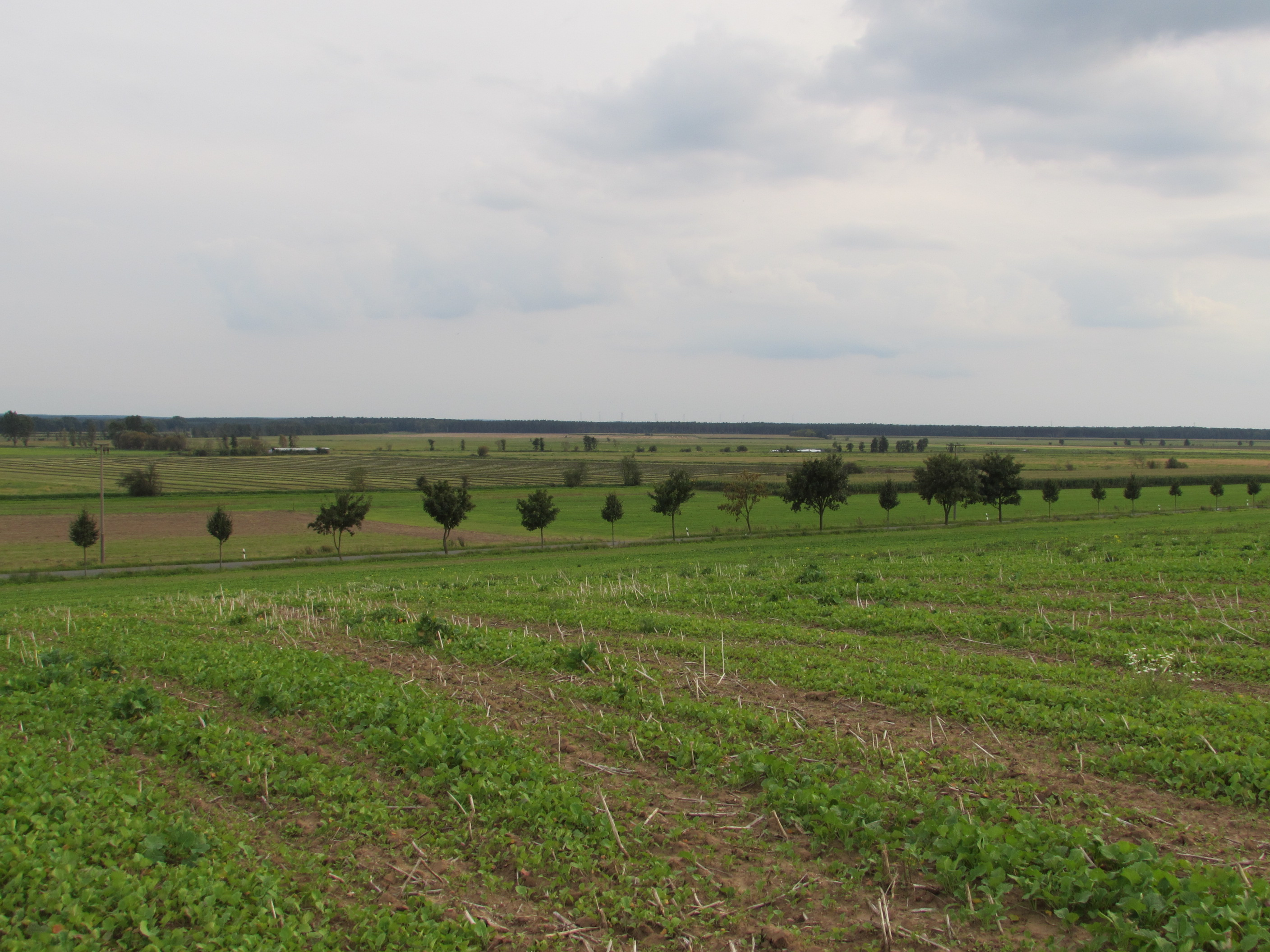
Blick ins Schutzgebiet im August

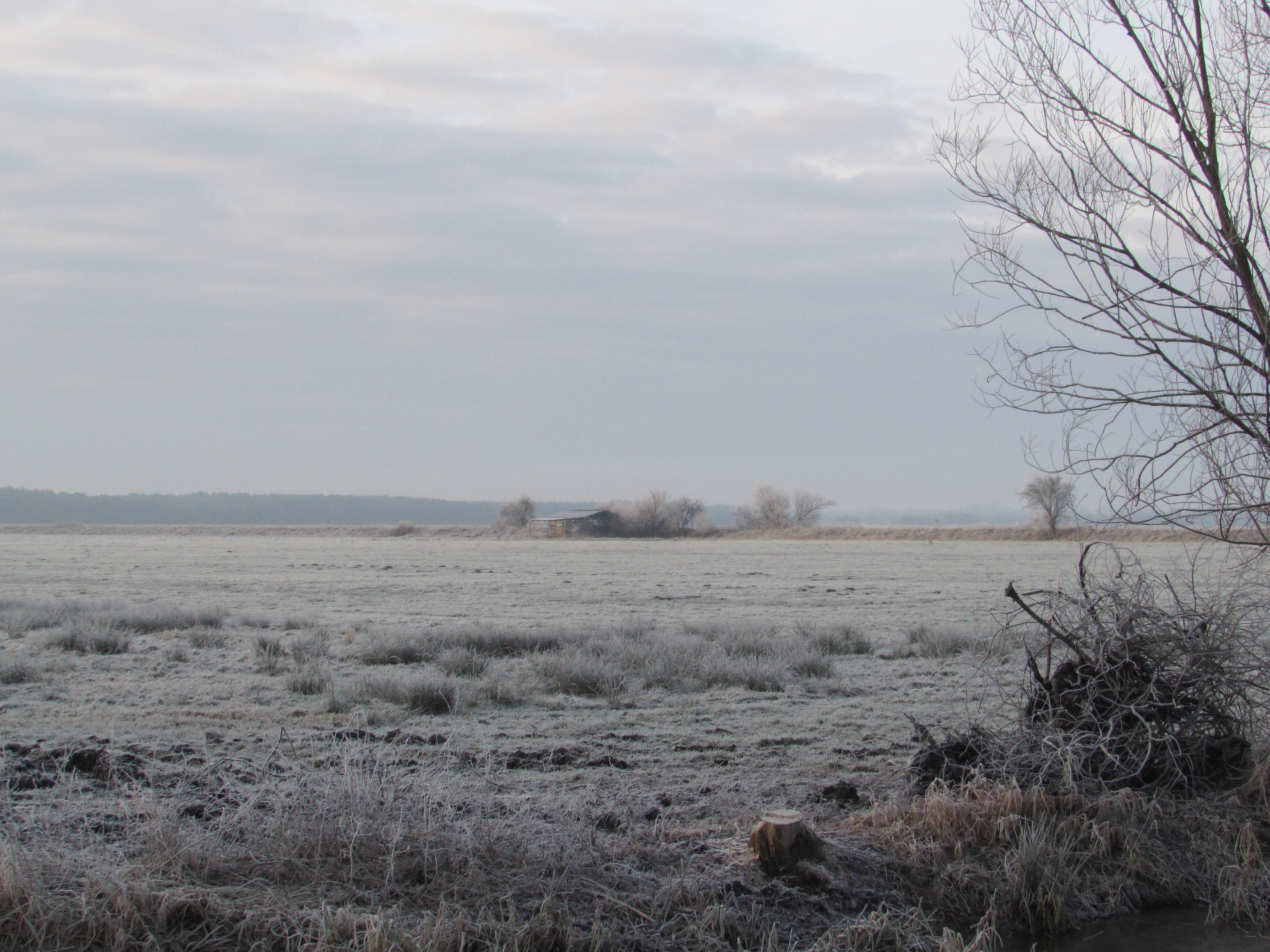
Das Fiener Bruch im Januar 2015 zwischen Rogäsen und Zitz

Das Vogelschutzgebiet Fiener Bruch ist ein zweiteiliges europäisches Vogelschutzgebiet (SPA-Gebiet) in den Ländern Brandenburg und Sachsen-Anhalt im Feucht- und Niederungsgebiet Fiener Bruch und gehört mit seinen Teilen zum Schutzgebietenetz Natura 2000. Neben dem Fiener Bruch sind angrenzende Bereiche der Karower Platte und des Flämings Teil des Vogelschutzgebietes. Das Schutzgebiet erstreckt sich über eine Gesamtfläche von 10.005,27 Hektar. Von diesen entfallen 6.338,27 Hektar auf das brandenburgische und 3.667 Hektar auf das sachsen-anhaltische Teilgebiet. Da Naturschutz in Deutschland in den Aufgabenbereich der Länder fällt, wurde ein Gebiet mit der Kennziffer 3640-421 im Westen des Landes Brandenburg und ein Gebiet mit der Kennziffer 3639-401 im Osten Sachsen-Anhalts ausgewiesen. Im Fiener Bruch brüten beispielsweise die in Deutschland seltenen Großtrappen.

## Lage
Das Brandenburgische Teilgebiet erstreckt sich über Flächen im Landkreis Potsdam-Mittelmark und in der kreisfreien Stadt Brandenburg an der Havel. Anteilig liegt es neben Brandenburg an der Havel in der Stadt Ziesar und den Gemeinden Rosenau, Wusterwitz und Wenzlow. Das sachsen-anhaltische Teilgebiet liegt im Landkreis Jerichower Land auf Flächen der Städte Genthin und Jerichow.
Das Fiener Bruch ist ein eiszeitlich gebildetes Tal. Es ist der nordwestlichste Ausläufer des Glogau-Baruther Urstromtals.

## Schutzgebiet
Das Fiener Bruch war als Feucht- und Niederungsgebiet historisch mit einem Erlenbruch bewachsen. Im Zuge der Abholzung, Trockenlegung und Urbarmachung entstand eine Landschaft, in der von Entwässerungsgräben durchzogene, großflächige, artenreiche, feuchte Wiesen dominieren.
1979 wurde das Großtrappenschongebiet Karow im damaligen Bezirk Magdeburg mit einer Größe von 5.780 Hektar eingerichtet. In den 1990er Jahren wurde die Niederung, durch die die Landesgrenze zwischen Sachsen-Anhalt und Brandenburg führt, im Rahmen des NATURA 2000-Netzes als EU-Vogelschutzgebiet ausgewiesen. Innerhalb des sachsen-anhaltischen Teilgebietes erfolgte 1997 die Ausweisung des 143 Hektar großen Naturschutzgebietes Fiener Bruch. In Brandenburg wurden neben der Niederung des Fiener Bruches auch nördlich und südlich liegende ackerbaulich genutzte Hochflächen ins Vogelschutzgebiet einbezogen. Diese Hochflächen werden in beiden Bundesländern als Wintereinstand von den Großtrappen genutzt. In Sachsen-Anhalt blieben diese Wintereinstandsgebiete ohne Schutzausweisung.
Mitten im Fiener Bruch befindet sich beim zu Tucheim gehörenden Vorwerk Königsrode der Beobachtungsturm Königsroder Hof. Im Königsroder Hof betreibt der Förderverein Großtrappenschutz e. V. ein Informationszentrum, in dem regelmäßige Veranstaltungen rund um den Großtrappenschutz stattfinden.

## Großtrappe

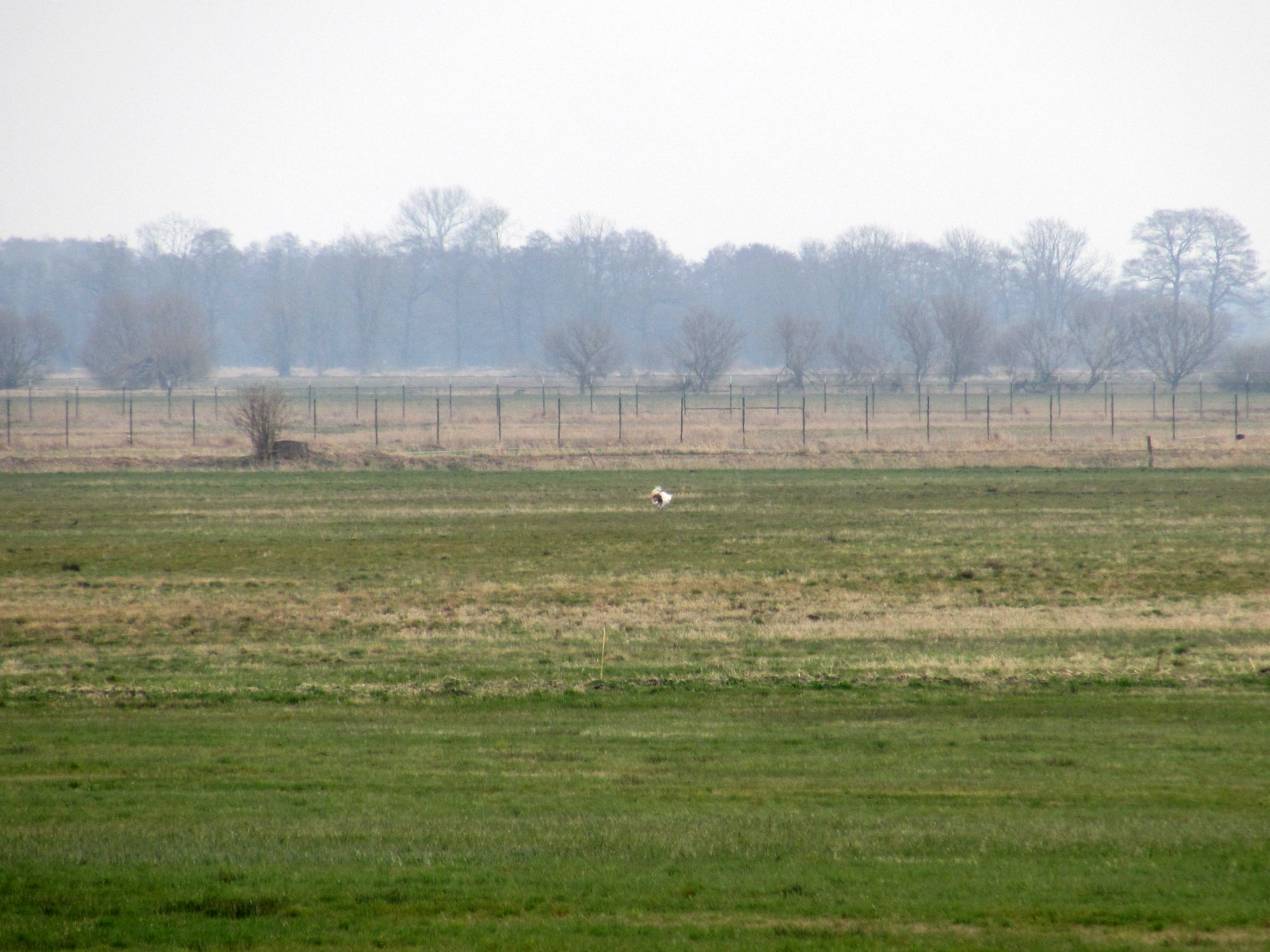
Umzäuntes Areal zum Schutz der Großtrappen vor Fressfeinden im Vogelschutzgebiet Fiener Bruch; davor ein balzender Hahn im April 2016

Das Fiener Bruch ist ein wichtiges Rast- und Brutgebiet für verschiedene vom Aussterben bedrohte oder gefährdete Vogelarten. Es ist eines von nur noch drei Brutgebieten der Großtrappen in Deutschland. Die beiden anderen Gebiete sind die Belziger Landschaftswiesen einige Kilometer südöstlicher im Baruther Urstromtal und das Havelländische Luch nördlich der Stadt Brandenburg an der Havel. Zwischen den drei Populationen finden natürliche Wanderungsbewegungen statt. Nachdem der Bestand im Fiener Bruch in den 1990er Jahren bis auf etwa 10 Tiere eingebrochen war und das Erlöschen der Population drohte, erholt sich dieser aufgrund umfassender Schutzmaßnahmen seit dem Anfang des 21. Jahrhunderts wieder. Im Februar 2015 ergab die alljährlich durchgeführte Zählung wieder etwa 60 Individuen im Fiener Bruch. 2016 waren es 72 Tiere, was einem Plus von 20 Prozent gegenüber dem Vorjahr entspricht.
Der Förderverein Großtrappenschutz e. V. führt im Vogelschutzgebiet umfangreiche Schutzmaßnahmen durch welche von den Bundesländern, Kreisen und der EU gefördert werden bzw. aus Spendengeldern erfolgen. Zur Habitatverbesserung wird eine Aushagerung des Grünlandes und eine Wiederherstellung des Offenlandcharakters durchgeführt. Es findet teilweise eine Abstimmung der Bewirtschaftungstermine im Sinne des Großtrappenschutzes statt. Landwirte bekommen Ausgleichszahlungen für die Anlage spezieller Futterstreifen, das Belassen von Altgrasstreifen, den Verzicht auf eine Düngung und Nutzungsverzicht auf Teilflächen. Eine intensive Prädatorenbekämpfung erfolgt mit Fallen und Gewehren durch örtliche Jäger. 19 ha Grünland hat man mit einem raubsäugersicheren Zaun eingezäunt. Eine intensive Öffentlichkeitsarbeit zur Steigerung der Akzeptanz des Trappenschutzprojekts läuft. Gefährdete Gelege werden geborgen und künstlich ausgebrütet. Die geschlüpften Jungtrappen werden aufgezogen und später ausgewildert. Fast nur im raubsäugersicheren Zaungebiet wurden natürlich ausgebrüteten Jungtrappen flügge. Außerhalb des Zaunes gab es nur eine Jungtrappe die flügge wurde, obwohl ungefähr genauso viele Gelege im Zaungebiet und außerhalb des Zaunes vorhanden waren. Probleme bereiten dem Großtrappenschutz der Ausbau der Windenergienutzung in den Wanderkorridoren zwischen den drei deutschen Einstandsgebieten und in Wintereinstandsgebieten der Großtrappen und der Anbau von für Großtrappen nicht nutzbare Mais.

## Weitere Vogelarten
Neben den Großtrappen brüten weitere Arten im Vogelschutzgebiet. Als Brutvögel wurden zwischen 1998 und 2004 beispielsweise beobachtet: Großtrappe, Höckerschwan, Graugans, Stockente, Reiherente, Zwergtaucher, Graureiher, Weißstorch, Fischadler, Wespenbussard, Wiesenweihe, Rohrweihe, Rotmilan, Schwarzmilan, Baumfalke, Kranich, Wasserralle, Wachtelkönig, Tüpfelsumpfhuhn, Teichralle, Kiebitz, Flussregenpfeifer, Großer Brachvogel, Bekassine, Steinkauz, Eisvogel, Wiedehopf, Schwarzspecht, Neuntöter, Nördlicher Raubwürger, Heidelerche, Sperbergrasmücke, Blaukehlchen, Sumpfohreule, Rebhuhn und Ortolan. Eine Vielzahl weiterer Vogelarten nutzt das Tal als Rastplatz.